# Накатани, Дзюнто
Дзюнто Накатани (яп. 中谷潤人); род. 2 января 1998, Инабе, Япония) — японский боксёр-профессионал. Чемпион мира в наилегчайшей (WBO, 2020—2022), 2-й наилегчайшей (WBO, 2023) и легчайшей (WBC, 2024—н. в.; IBF, 2025—н. в.) весовых категориях. Обладатель награды «Нокаут года» (2023) по версии журнала The Ring.

## Профессиональная карьера
Дебютировал на профессиональном ринге 26 апреля 2015 года в возрасте 17 лет. Победил нокаутом в первом же раунде.
5 октября 2019 года нокаутировал в 6-м раунде экс-чемпиона мира в 1-м наилегчайшем весе филиппинца Милана Мелиндо.

### Чемпионский бой с Гимелем Маграмо
6 ноября 2020 года встретился с филиппинцем Гимелем Маграмо. На кону стоял вакантный титул чемпиона мира в наилегчайшем весе по версии WBO. Победил нокаутом в 8-м раунде.
10 сентября 2021 года нокаутировал в 4-м раунде экс-чемпиона мира в 1-м наилегчайшем весе пуэрториканца Анхеля Акосту.
9 апреля 2022 года нокаутировал в 8-м раунде японца Рёту Ямагути.
В октябре 2022 года оставил титул WBO в наилегчайшем весе и поднялся во 2-й наилегчайший вес.

### Чемпионский бой с Эндрю Молони
20 мая 2023 года нокаутировал в 12-м раунде австралийца Эндрю Молони и завоевал вакантный титул чемпиона мира во 2-м наилегчайшем весе по версии WBO.
18 сентября 2023 года победил мексиканца Арги Кортеса.

### Чемпионский бой с Алехандро Сантьяго
24 февраля 2024 года встретился с чемпионом мира в легчайшем весе по версии WBC мексиканцем Алехандро Сантьяго. Победил техническим нокаутом в 6-м раунде.

### Бой с Винсенте Астролабио
20 июля 2024 года в Токио (Япония) встретился с обязательным претендентом по линии WBC Винсенте Астролабио. Филиппинский претендент попытался действовать агрессивно, но за 40 секунда до конца раунда пропустил мощный удар в корпус, оказался в нокдауне, рефери отсчитал. Винсенте встал, но тут же опустился и рефери остановил бой. КО 1. Накатани в первый раз защитил свой титул WBС в легчайшем весе.
В июле 2024 года подписал сопромоутерский контракт с компанией Top Rank.
14 октября 2024 года нокаутировал в 6-м раунде таиландца Петча Сор Читпаттану и защитил титул.

### Бой с Давидом Куэльяром
24 февраля 2025 года в Токио (Япония) в рамках добровольной защиты титула нокаутировал в 3-м раунде не имевшего поражений мексиканца Давида Куэльяра Контрераса. Претендент неожаднно начал с атаки, шёл вперёд пытаясь зацепить Накатани размашистыми ударами. Накатани часто ловил Куэльяра джебом, действовал серийно и разнообразно. В конце 3-го раунда Накатни провел серию закончившуюся жестким левым и претендент оказался в нокдауне. Рефери отсчитал и дал продолжить, но тот же левый снёс претендента снова. рефери остановил бой.

### Объединительный бой с Рёсуке Нишидой
8 июня 2025 года встретился в объединительном бою с чемпионом мира в легчайшем весе по версии IBF не имеющим поражений японцем Рёсуке Нишидой. Одержал досрочную победу — после 6-го раунда секунданты Нишиды сняли своего боксёра с боя.

## Таблица профессиональных поединков
В таблице перечислены результаты всех поединков боксёров.
В каждой строке указан результат поединка. Дополнительно номер поединка обозначен цветом, который обозначает итог поединка. Расшифровка обозначений и цветов представлена в нижеследующей таблице.
| Пример | Расшифровка                     |
| ------ | ------------------------------- |
|        | Победа                          |
|        | Ничья                           |
|        | Поражение                       |
|        | Планируемый поединок            |
|        | Поединок признан несостоявшимся |
| КО     | Нокаут                          |
| ТКО    | Технический нокаут              |
| PTS    | Решение судей (по очкам)        |
| UD     | Единогласное решение судей      |
| MD     | Решение большинства судей       |
| SD     | Раздельное решение судей        |
| RTD    | Отказ от продолжения боя        |
| DQ     | Дисквалификация                 |
| NC     | Поединок признан несостоявшимся |

| 31 поединок, 31 победа (24 нокаутом). | 31 поединок, 31 победа (24 нокаутом). | 31 поединок, 31 победа (24 нокаутом). | 31 поединок, 31 победа (24 нокаутом).                    | 31 поединок, 31 победа (24 нокаутом). | 31 поединок, 31 победа (24 нокаутом).                                                                                         | 31 поединок, 31 победа (24 нокаутом). |
| Бой                                   | Дата                                  | Соперник                              | Место боя                                                | Результат                             | Данные о бое |                                       |
| ------------------------------------- | ------------------------------------- | ------------------------------------- | -------------------------------------------------------- | ------------------------------------- | --- | ------------------------------------- |
| 31                                    | 8 июня 2025                           | Рёсуке Нишида (10-0)                  | Колизей Ариакэ, Токио, Япония                            | RTD 6 (12)                            | Титулы чемпиона мира в легчайшем весе по версиям WBC (4-я защита Накатани) и IBF (2-я защита Нишиды).                         |                                       |
| 30                                    | 24 февраля 2025                       | Давид Куэльяр Контрерас (28-0)        | Ариакэ Арена, Токио, Япония                              | KO 3 (12)                             | Защитил титул чемпиона мира в легчайшем весе по версии WBC (3-я защита Накатани).                                             |                                       |
| 29                                    | 14 октября 2024                       | Петч Сор Читпаттана (76-1)            | Ариакэ Арена, Токио, Япония                              | TKO 6 (12)                            | Защитил титул чемпиона мира в легчайшем весе по версии WBC (2-я защита Накатани).                                             |                                       |
| 28                                    | 20 июля 2024                          | Винсент Астролабио (19-4)             | Рёгоку Кокугикан, Токио, Япония                          | KO 1 (12)                             | Защитил титул чемпиона мира в легчайшем весе по версии WBC (1-я защита Накатани).                                             |                                       |
| 27                                    | 24 февраля 2024                       | Алехандро Сантьяго (28-3-5)           | Рёгоку Кокугикан, Токио, Япония                          | TKO 6 (12)                            | Завоевал титул чемпиона мира в легчайшем весе по версии WBC (1-я защита Сантьяго).                                            |                                       |
| 26                                    | 18 сентября 2023                      | Арги Кортес (25-3-2)                  | Ариакэ Арена, Токио, Япония                              | UD 12                                 | Защитил титул чемпиона мира во 2-м наилегчайшем весе по версии WBO (1-я защита Накатани). Счёт: 118-107 и 119-106 (дважды).   |                                       |
| 25                                    | 20 мая 2023                           | Эндрю Молони (25-2)                   | MGM Grand Garden Arena, Лас-Вегас, Невада, США           | KO 12 (12)                            | Завоевал вакантный титул чемпиона мира во 2-м наилегчайшем весе по версии WBO. Молони в нокдауне во 2-м, 11-м и 12-м раундах. |                                       |
| 24                                    | 1 ноября 2022                         | Франсиско Родригес-младший (36-5-1)   | Сайтама Супер Арена, Сайтама, Япония                     | UD 10                                 | Счёт: 98-91, 99-90, 97-92. |                                       |
| 23                                    | 9 апреля 2022                         | Рёта Ямагути (8-1)                    | Сайтама Супер Арена, Сайтама, префектура Сайтама, Япония | TKO 8 (12)                            | Защитил титул чемпиона мира в наилегчайшем весе по версии WBO (2-я защита Накатани).                                          |                                       |
| 22                                    | 10 сентября 2021                      | Анхель Акоста (22-2)                  | Casino Del Sol, Тусон, Аризона, США                      | TKO 4 (12)                            | Защитил титул чемпиона мира в наилегчайшем весе по версии WBO (1-я защита Накатани).                                          |                                       |
| 21                                    | 6 ноября 2020                         | Гимель Маграмо (24-1)                 | Коракуэн, Токио, Япония                                  | KO 8 (12)                             | Завоевал вакантный титул чемпиона мира в наилегчайшем весе по версии WBO.                                                     |                                       |
| 20                                    | 5 октября 2019                        | Милан Мелиндо (37-4)                  | Коракуэн, Токио, Япония                                  | TKO 6 (10)                            | |                                       |
| 19                                    | 1 июня 2019                           | Филип Луис Куэрдо (11-6-1)            | Коракуэн, Токио, Япония                                  | KO 1 (10)                             | |                                       |
| 18                                    | 2 февраля 2019                        | Наоки Мотидзуки (15-3)                | Коракуэн, Токио, Япония                                  | TKO 9 (10)                            | Завоевал вакантный титул чемпиона Японии в наилегчайшем весе.                                                                 |                                       |
| 17                                    | 6 октября 2018                        | Сюн Косака (15-4)                     | Коракуэн, Токио, Япония                                  | UD 8                                  | Счёт: 79-72 и 80-71 (дважды).                                                                                                 |                                       |
| 16                                    | 7 июля 2018                           | Декстер Алименто (13-3)               | Коракуэн, Токио, Япония                                  | KO 3 (10)                             | |                                       |
| 15                                    | 15 апреля 2018                        | Марио Андраде (13-6-5)                | Yokohama Arena, Иокогама, Канагава, Япония               | TD 8 (10)                             | Счёт: 80-72, 79-74, 80-73. |                                       |
| 14                                    | 20 января 2018                        | Джеронил Боррес (8-3-1)               | Коракуэн, Токио, Япония                                  | KO 1 (8)                              | |                                       |
| 13                                    | 23 августа 2017                       | Сэйго Юри Аки (11-0-1)                | Коракуэн, Токио, Япония                                  | TKO 6 (8)                             | |                                       |
| 12                                    | 16 мая 2017                           | Юма Кудо (6-2-2)                      | Коракуэн, Токио, Япония                                  | MD 6 (6)                              | Счёт: 57-57 и 58-55 (дважды).                                                                                                 |                                       |
| 11                                    | 16 апреля 2017                        | Джоэль Тадуран (8-5-1)                | Messe Mie, Цу, Миэ, Япония                               | TKO 4 (6)                             | |                                       |
| 10                                    | 19 февраля 2017                       | Ативит Муниафо (0-2)                  | Shinjuku Face, Токио, Япония                             | TKO 2 (6)                             | |                                       |
| 9                                     | 23 декабря 2016                       | Масамити Ябуки (3-0)                  | Коракуэн, Токио, Япония                                  | UD 4                                  | Счёт: 39-38 и 39-37 (дважды).                                                                                                 |                                       |
| 8                                     | 13 ноября 2016                        | Дайсукэ Ямада (5-2)                   | Коракуэн, Токио, Япония                                  | TKO 1 (5)                             | |                                       |
| 7                                     | 4 октября 2016                        | Сатоси Танака (1-1)                   | Коракуэн, Токио, Япония                                  | RTD 2 (4)                             | |                                       |
| 6                                     | 27 июля 2016                          | Сю Мурамацу (2-3)                     | Коракуэн, Токио, Япония                                  | TKO 2 (4)                             | |                                       |
| 5                                     | 28 апреля 2016                        | Анирут Чомийонг (дебют)               | Коракуэн, Токио, Япония                                  | TKO 1 (4)                             | |                                       |
| 4                                     | 28 января 2016                        | Тэцуя Томиока (1-0)                   | Коракуэн, Токио, Япония                                  | TKO 3 (4)                             | |                                       |
| 3                                     | 22 ноября 2015                        | Магнум Нисида (5-5)                   | Shinjuku Face, Токио, Япония                             | UD 4                                  | Счёт: 40-33 и 40-34 (дважды).                                                                                                 |                                       |
| 2                                     | 17 июля 2015                          | Акира Кокубо (1-5-3)                  | Коракуэн, Токио, Япония                                  | TKO 4 (4)                             | |                                       |
| 1                                     | 26 апреля 2015                        | Дзюнъити Итога (дебют)                | Industrial Hall, Гифу, префектура Гифу, Япония           | TKO 1 (4)                             | |                                       |
| Бой                                   | Дата                                  | Соперник                              | Место боя                                                | Результат                             | Данные о бое |                                       |

## Титулы и достижения

### Региональные
- Чемпион Японии в наилегчайшем весе (2019).

### Мировые
- Чемпион мира в наилегчайшем весе по версии WBO (2020—2022).
- Чемпион мира во 2-м наилегчайшем весе по версии WBO (2023).
- Чемпион мира в легчайшем весе по версии WBC (2024—н. в.).
- Чемпион мира в легчайшем весе по версии IBF (2025—н. в.).